# Birds of Fire
Albums de Mahavishnu Orchestra
The Inner Mounting Flame
(1971) Between Nothingness and Eternity
(1973)
Birds of Fire est le deuxième album studio du groupe de jazz fusion américain Mahavishnu Orchestra, sorti le 29 mars 1973.
L'album s'est classé 15e au Billboard 200 et a été certifié disque d'or par la Recording Industry Association of America (RIAA) le 9 août 1991.

## Accueil critique
Le site AllMusic attribue 5 étoiles à l'album Birds of Fire. Le critique Richard Ginell d'AllMusic souligne que « cet album est devenu un succès majeur, atteignant la 15e place du classement des albums pop, et il reste l'élément clé de la mince discographie du premier Mahavishnu Orchestra ».

## Liste des titres
| 1. | Birds of Fire                   | John McLaughlin | 5:50 |
| 2. | Miles Beyond                    | John McLaughlin | 4:47 |
| 3. | Celestial Terrestrial Commuters | John McLaughlin | 2:54 |
| 4. | Sapphire Bullets of Pure Love   | John McLaughlin | 0:24 |
| 5. | Thousand Island Park            | John McLaughlin | 3:23 |
| 6. | Hope                            | John McLaughlin | 1:59 |

| 1. | One Word         | John McLaughlin                | 9:57 |
| 2. | Sanctuary        | John McLaughlin                | 5:05 |
| 3. | Open Country Joy | Bob Brookmeyer/John McLaughlin | 3:56 |
| 4. | Resolution       | John McLaughlin                | 2:09 |

## Musiciens
- John McLaughlin : guitare électrique
- Rick Laird : basse électrique
- Billy Cobham : batterie
- Jerry Goodman : violon
- Jan Hammer : claviers, Moog